# Famille d'antibiotiques
Pour les articles homonymes, voir Famille (homonymie).
Une famille d'antibiotiques est une classe de composés chimiques apparentés, possédant la capacité de tuer ou d'empêcher la croissance de micro-organismes, en général des bactéries. À l'intérieur d'une même famille, les différents antibiotiques ont le même mode d'action et donnent souvent lieu à des résistances croisées. On utilise principalement cette classification des antibiotiques dans le cadre de leur utilisation thérapeutique chez l'homme, les antibiotiques d'une même famille ayant souvent des indications, des modes d'administration et des effets secondaires proches.
Il existe plus de 10 000 molécules antibiotiques connues, principalement des composés d'origine naturelle. Seulement environ 150 d'entre eux sont utilisés en thérapeutique humaine, parmi ceux-ci environ un quart sont des bêta-lactamines. La plupart des antibiotiques sont produits par :
- les procaryotes (principalement des actinomycètes qui sont des eubactéries)
- les champignons (17 % des antibiotiques)
- les végétaux supérieurs, animaux
- les lichens

Les antibiotiques d'une même famille sont soit produits par des espèces voisines, qui synthétisent des composés apparentés, soit le résultat de modifications chimiques introduites par l'homme sur un antibiotique naturel de départ (hémisynthèse), pour obtenir une modification des propriétés pharmacologiques.

## Aminosides
Les aminosides ou aminoglycosides sont des molécules composées de sucres portant des fonctions amine. Parmi ces molécules, la plus connue est la streptomycine découverte par Waksman. Les aminosides ciblent l'ARN de la petite sous-unité du ribosome, au niveau du site où l'ARN messager est décodé. Ils agissent en perturbant la fidélité du mécanisme de décodage du code génétique.
Les aminosides sont le plus souvent utilisés en combinaison avec d'autres antibiotiques, comme les β-lactamines, dans le cas d'infections nosocomiales sévères. À forte dose, ces molécules présentent une toxicité pour les reins et les oreilles et leur administration doit faire l'objet de précautions. Par voie générale, elles sont principalement utilisées en milieu hospitalier (prophylaxie des infections post-opératoires). On les trouve également sous des formes associées à des administrations par voie externe (pansements, gouttes auriculaires, collyres...).

## Bêta-lactamines
Les  bêta-lactamines sont des molécules possédant un noyau (cycle bêta-lactame) qui est la partie active de la molécule. Ils comprennent en particulier les pénicillines et les céphalosporines. Ces molécules bloquent la synthèse du peptidoglycane, un composant de la paroi des cellules bactériennes.
Des variations au niveau de la chaîne latérale naturelle ou synthétique permettent de modifier les propriétés et le spectre d'activité de la molécule antibiotique ainsi que de contourner les mécanismes de résistance. Plusieurs générations d'antibiotiques bêta-lactamines ont été développées depuis la découverte de la pénicilline. Celles-ci sont produites par modification des groupements qui « décorent » la partie centrale de la molécule. Par exemple, le greffage d'un groupement phénoxyméthyl sur le noyau pénicilline confère une résistance aux acides et donc au suc gastrique, ce qui permet l'ingestion de l'antibiotique par voie orale.
Le principal mode de résistance à ces antibiotiques est lié à l'action d'enzymes de dégradation spécifiques qui clivent la molécule en ouvrant le cycle bêta-lactame. On les appelle des bêta-lactamases. On a pu contourner ces mécanismes et élargir la diversité et le spectre d'action de bêta-lactamines en greffant d'autres groupements qui évitent ou limitent l'action de ces bêta-lactamases. Enfin, certaines pénicillines peuvent être associées à un inhibiteur de ces bêta-lactamases. Il s'agit d'une molécule possédant aussi un cycle bêta-lactame mais n'ayant pas directement d'activité antibiotique. L'inhibiteur bloque l'action des enzymes de dégradation, ce qui permet l'action des antibiotiques coadministrés, exemple: l'acide clavulanique qui est souvent associé à l'amoxicilline:augmenté

## Cyclines
Les cyclines, correctement appelées tétracyclines, ont pour caractéristique d'être constituées de quatre cycles accolés. Ce sont des inhibiteurs de la traduction au niveau du ribosome. Elles sont capables de pénétrer les cellules eucaryotes et peuvent donc être utilisées pour cibler les parasites intracellulaires (exemple : Chlamydia pneumoniae). Ces molécules sont bactériostatiques donc il y a un risque de récidive.

## Glycopeptides
Les glycopeptides sont des molécules très toxiques avec un usage très limité. L'exemple type est la vancomycine. Les glycopeptides sont utilisées en second recours, en cas d'échec du traitement antibiotique prescrit auparavant. 

Elles ne sont pas absorbées par le tube digestif, et sont donc toujours administrées par voie intra-veineuse. La vancomycine sera utilisée per os en cas d'infection à Clostridiodes difficile.

## Macrolides
Les macrolides ciblent le site catalytique du ribosome bactérien et empêchent la synthèse de la liaison peptidique. Ces molécules ont des macrocycles souvent associés à des sucres neutres ou aminés. Ces antibiotiques sont capables de diffuser dans les tissus, voire à l'intérieur des cellules. Ils sont donc actifs sur les germes intracellulaires. Ils sont utilisés dans le cas des infections pulmonaires atypiques (légionellose, infection à Chlamydia), de certaines infections à streptocoques, entérocoques, staphylocoques méti-S ; la spiramycine est souvent utilisée pour les femmes enceintes. Cependant leur usage est délicat en raison de nombreux effets secondaires et interactions médicamenteuses.
Les kétolides, macrolides de dernière génération, sont intéressants en raison de l'extension de leur activité au pneumocoque de sensibilité diminuée à la pénicilline (ou PSDP). Leurs effets secondaires et contre-indications sont cependant les mêmes.

## Nitrofuranes et nitroimidazoles
Les nitrofuranes et nitroimidazoles sont des composés qui sont métabolisés par les bactéries et dont les produits introduisent des coupures dans l'ADN.

## Quinolones
Les quinolones et leur dérivés plus récents les fluoroquinolones sont molécules dérivées de l'acide nalidixique. Ce sont des inhibiteurs de la gyrase bactérienne.

## Phénicolés
les phénicolés sont des molécules très simples, synthétisées maintenant par les chimistes organiciens. Il s'agit principalement du chloramphénicol et du thiamphénicol. Ils ont un spectre d'action très large mais les résistances sont nombreuses et ont de nombreux effets secondaires, entre autres un risque d'agranulocytose. En Belgique, ils sont interdits en usage interne, de même qu'en usage vétérinaire.

## Polypeptides
Ce sont des molécules en chaîne qui comportent plus de 50 acides aminés reliés par des liaisons peptidiques. Ils constituent une famille d’antibiotiques dont les molécules très toxiques ne permettent qu'un usage très limité.

## Sulfamides
Ce sont des dérivés du sulfanilamide, composé proche de l'acide para-aminobenzoïque. Ces molécules ciblent la synthèse de l'acide folique. Elles sont souvent utilisées dans le traitement des otites, sinusites, infections respiratoires, infections urinaires… 
Le principal exemple de médicaments de la famille des sulfamides est le cotrimoxazole.

## Oxazolidinones
Les oxazolidinones sont des composés organiques hétérocycliques qui consistent en un cycle à 5 contenant un atome d'azote et un d'oxygène et substitué par un oxo. Ce sont des inhibiteurs de la synthèse protéique qui bloquent l'association de l'ARNt au Ribosome.

## Lysocine E
La lysocine E interagit avec la ménaquinone (ou vitamine K2) présente dans les membranes bactériennes pour provoquer la mort des bactéries, tout en restant inoffensive pour les eucaryotes et donc pour l’être humain. Il s'agit d'un mode d'action différent de celui de tout autre antibiotique connu, ce qui crée ainsi une nouvelle famille d'antibiotiques.